# Fortune Cookie (Beverly Hills, 90210)
Fortune Cookie is de twintigste aflevering van het negende seizoen van het tienerdrama Beverly Hills, 90210, die voor het eerst werd uitgezonden op 7 april 1999.

## Plot
Nu David ja heeft gezegd op het huwelijksaanzoek van Claudia rijst er toch een probleem, in een gesprek met Matt horen zij dat dit illegaal is en dat zij een celstraf kunnen krijgen. Zij moeten bewijzen dat zij een relatie hebben en hun vrienden moeten voor hen getuigen. David wil het niet opgeven en neemt Lauren mee naar een fotograaf waar zij in verschillende kleren en decors om te kunnen bewijzen dat zij al een tijdje een relatie hebben met in scène gezette vakantie foto’s. Ook nemen zij hun levens door en waar zij allemaal geweest zijn. Dylan ziet dit met lede ogen aan en gaat apart in gesprek met Lauren en David, Lauren vertelt David in pijn in haar hard dat zij hier niet mee kan doorgaan en vertelt dat zij teruggaat naar haar land Roemenië. David beseft dat dit het beste is en neemt afscheid van haar.
In de After Dark komt een beroemde zanger genaamd Cole Younger, er wordt een loting aangekondigd voor een afspraakje met Cole en Gina en Kelly zijn allebei fan van hem. Noah vertelt aan Gina dat zij zal winnen omdat Dylan hiervoor zou zorgen. Noah weet alleen niet dat Dylan geregeld heeft dat Kelly zal winnen, als het zover is en de naam van Kelly getrokken wordt dan slaat dit niet goed aan bij Gina en verdenkt Dylan ervan dat hij nog steeds met Kelly een relatie wil. Dit maakt het niet makkelijker tussen Gina en Dylan en tussen Matt en Kelly. Dylan verschuldigd zich met het feit dat hij niet wist dat Gina fan van Cole was en Kelly wel. Gina neemt wraak om zich als Kelly voor te doen en bij Cole aan te kloppen, Dylan gaat later ook naar zijn kamer om Gina weg te halen en Gina laat blijken alsof zij met Cole heeft geslapen. Gina neemt het Dylan kwalijk dat hij altijd emotieloos blijft. Uiteindelijk blijkt het dat zij niet zonder elkaar kunnen en maken het weer goed.
Steve wil zijn medium ontslaan omdat zij weinig dingen heeft voorspeld, zij neemt dit niet goed op en voorspelt dat Steve aan het einde van de week last van impotentie krijgt en in roze gekleed zal gaan. Steve gelooft haar niet en maakt zich niet druk, maar aan het einde van de week komt hij erachter dat hij ineens een roze onderbroek aanheeft en Steve denkt meteen terug aan de voorspelling. Hij maakt zich nu zo druk dat hij ook niet meer kan presteren in bed, dit vindt hij zo erg dat hij zijn dokter opzoekt voor een recept voor viagra. Hij krijgt geen viagra maar een ander recept dat een placebo blijkt te zijn, maar het werkt en de vloek is weer opgeheven.
Donna gaat helpen bij een toneelstuk op haar oude school en neemt Noah mee, daar komen zij Ashley Reese tegen die vroeger haar beste vriendin was en toen ineens wilde zij niets meer te maken hebben met Donna en Donna snapt nog steeds niet waarom. Als Donna daar aankomt dan wil Ashley ineens wel met haar praten en Donna hoort dan dat Ashley de toneelregisseur, Mr. Bigelow, beschuldigt van seksueel misbruik vroeger. Donna wil dit niet geloven omdat zij Mr. Bigelow altijd aardig vond. Later merkt Donna dat het wel waar is en dat Mr. Bigelow weer een nieuw slachtoffer heeft, een jong meisje dat meespeelt op het toneel. Donna besluit om Mr. Bigelow te ontmaskeren zodat hij stopt met zijn praktijken.

## Rolverdeling
- Jennie Garth - Kelly Taylor
- Ian Ziering - Steve Sanders
- Brian Austin Green - David Silver
- Tori Spelling - Donna Martin
- Luke Perry - Dylan McKay
- Joe E. Tata - Nat Bussichio
- Lindsay Price - Janet Sosna
- Daniel Cosgrove - Matt Durning
- Vanessa Marcil - Gina Kincaid
- Vincent Young - Noah Hunter
- Leigh McCloskey - Mr. Bigelow
- Ashley Laurence - Ashley Reese
- Richard Danielson - Cole Younger
- Christina Fredlund - Claudia
- Melissa Greenspan - medium Zoe
- Shonda Farr - Holly